# Puccini (película)
Puccini es un melodrama musical biográfico italiano de 1953 dirigido por Carmine Gallone. Está protagonizada por el actor Gabriele Ferzetti en el papel de Giacomo Puccini y Märta Torén en el papel de Elvira Puccini.

## Elenco
- Gabriele Ferzetti - Giacomo Puccini
- Märta Torén - Elvira Puccini
- Nadia Gray - Cristina Vernini
- Paolo Stoppa - Giocondo
- Myriam Bru - Delia
- Sergio Tofano - Giulio Ricordi
- Mimo Billi - Fanelli
- Silvio Bagolini - Gianni
- Alessandro Fersen - Padre di Delia
- Jacques Famery - Antonio Puccini
- Carlo Duse - Arrigo Boito
- Piero Palermini - Ferdinando Fontana
- Oscar Andriani - Giuseppe Giacosa
- René Clermont - Luigi Illica
- Mario Feliciani - Enrico
- Renato Chiantoni - Filippo Tacchi
- Attilio Dottesio - Sampieri
- pino pizerazi

## Cantantes de ópera en el reparto
- Nelly Corradi
- Gino Sinimberghi
- Giulio Neri
- Antonietta Stella
- Rosanna Carteri
- Dino Lopatto
- Dea Koronoff
- Gino Penno
- Beniamino Gigli

## Resumen
Producida en Italia en Technicolor, esta historia biográfica de Puccini (interpretada por Gabriele Ferzetti) abarca su vida creativa desde los primeros días de estudiante hasta la cima del éxito, incluido su fracaso inicial Madama Butterfly y su Turandot incompleto. En el camino se encuentra con tres mujeres que le cambian la vida, incluida una cantante (Nadia Gray) a quien deja caer por una chica de pueblo (Marta Toren) y una sirvienta que se suicida por él (Myriam Bru). Se presentan extractos bien seleccionados de Manon, La Boheme, Madama Butterfly y Turandot junto con otra música de Puccini, incluida la voz de Beniamino Gigli. Escenografía, vestuario y valores de producción son de primera clase, todos filmados suntuosamente por Claude Renoir.

## Distribución
La distribución en Italia tuvo lugar a partir del 29 de abril de 1953 y fue rodada en los estudios Cinecittà. En el mismo año la película entró en el circuito de cine en Alemania Occidental y, a partir del año siguiente, en otros países (en Alemania Oriental la película se estrenó en 1955).
En algunas distribuciones el título adoptado fue: Puccini, viví con el arte, viví con amor. En Francia se distribuyó bajo el título: Trois amours de Puccini.

## Curiosidades
Para Märta Torén en el rodaje le es exigente porque tiene que tener entre 20 y 60 años durante el transcurso de la historia. El diálogo también le resulta dificultoso. Ella es el único miembro del elenco que no hablaba italiano. Hablaba sus líneas en inglés, y luego se las doblaban.
Gabriele Ferzetti volverá a interpretar el papel del músico al año siguiente en la película La casa de los Ricordi (1954), también dirigida por Carmine Gallone. En esta película también actúa Märta Torén haciendo el papel de Isabella Colbran.
El tema y el guion están firmados por el propio Gallone, así como por Leonardo Benvenuti, Glauco Pellegrini y Aldo Bizzarri.